# August Persson
August Persson, född 22 juni 1849 i Bollebygds församling, Älvsborgs län, död där 16 september 1901, var en svensk lantbrukare och politiker. Han var ledamot av riksdagens andra kammare, invald i Vedens och Bollebygds härads valkrets.